# یواس‌ان‌اس لارامی (تی-ای‌او-۲۰۳)
یواس‌ان‌اس لارامی (تی-ای‌او-۲۰۳) (به انگلیسی: USNS Laramie (T-AO-203)) یک کشتی است که طول آن ۶۷۷ فوت (۲۰۶ متر) می‌باشد. این کشتی در سال ۱۹۹۵ ساخته شد.